# Everybody's Talkin'
Singles de Fred Neil
Felicity
(1968) Candy Man
(1969)
Pistes de Fred Neil
Faretheewhell (Fred's Tune)
(A5) Everything Happens
(B2)
Everybody’s Talkin’ est une chanson folk rock écrite et initialement interprétée par Fred Neil (enregistrée en 1966 et parue en février 1967).

## Contexte
La chanson a été publiée pour la première fois par Fred Neil, sur son deuxième album qui est sorti au debut de 1966. Elle a été composée vers la fin des sessions, en une seule prise.

## Reprises

### Version de Harry Nilsson
Singles de Harry Nilsson
One
(1968) I Will Take You There
(1968)
Pistes de Aerial Ballet (it)
Together
(A6) I Say Goodbye to Me
(B2)

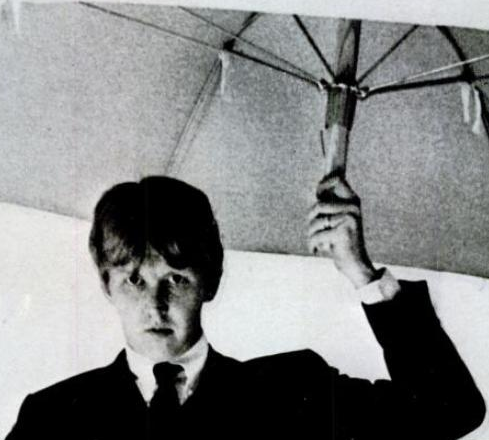
Photo promotionnelle de Nilsson en 1967

Une reprise par Harry Nilsson est devenue un succès mondial en 1969, atteignant la 2e place de l'Adult Contemporary chart, le 6e rang du Pop Singles chart et remportant un Grammy Award en tant que bande originale du film Macadam Cowboy (1969).
En 1999, elle reçoit le Grammy Hall of Fame Award.

### Autres versions
La chanson, qui décrit le désir de l'interprète de se retirer du monde en mer, est parmi les plus célèbres œuvres de deux artistes et a été reprise par de nombreux autres artistes comme Bill Withers. La chanson est plus tard apparue dans le film Forrest Gump (1994). Elle figure dans l'album live de Stephen Stills Live (1975) et celui de reprises, Wallflower (it) (2015), de Diana Krall.
Pour sa chanson Extreme Ways (2002), l'artiste d'electronica, Moby utilise notamment un sample de l'introduction de Everybody’s Talkin’ dans une version reprise par Hugo Winterhalter (en).

## Listes de titres
États-Unis
| No | Titre               | Auteur    | Durée |
| -- | ------------------- | --------- | ----- |
| 1. | Everybody's Talkin' | Fred Neil | 2:43  |

### Adaptations étrangères
France
| No | Titre                                  | Paroles     | Musique   | Durée |
| -- | -------------------------------------- | ----------- | --------- | ----- |
| 1. | Comme un étranger dans la ville (1969) | Eddy Marnay | Fred Neil | 2:35  |

 Portugal
| No | Titre                          | Paroles                  | Musique   | Durée |
| -- | ------------------------------ | ------------------------ | --------- | ----- |
| 1. | Eu Agora Estou Chorando (1970) | Marcus Pitter            | Fred Neil | 2:27  |
| 2. | Todo Mundo Esta Falando (1970) | Roberto et Erasmo Carlos | Fred Neil | 3:31  |

 Italie
| No | Titre                               | Paroles       | Musique   | Durée |
| -- | ----------------------------------- | ------------- | --------- | ----- |
| 1. | Ha gli occhi chiusi la città (1970) | Gian Pieretti | Fred Neil | 2:45  |

 Suède
| No | Titre                                | Paroles          | Musique   | Durée |
| -- | ------------------------------------ | ---------------- | --------- | ----- |
| 1. | Alla människor talar till mej (1972) | Patrice Hellberg | Fred Neil | 3:57  |

 Finlande
| No | Titre                   | Paroles           | Musique   | Durée |
| -- | ----------------------- | ----------------- | --------- | ----- |
| 1. | Etäisyyden Ããnet (1972) | Henry Haapalainen | Fred Neil | 2:46  |

 Tchéquie
| No | Titre            | Paroles   | Musique   | Durée |
| -- | ---------------- | --------- | --------- | ----- |
| 1. | Modrá zem (1974) | Pavel Zák | Fred Neil | 2:30  |

 Pays-Bas
| No | Titre                          | Paroles         | Musique   | Durée |
| -- | ------------------------------ | --------------- | --------- | ----- |
| 1. | Ik wist het toch allang (1975) | Tom Vingerhoets | Fred Neil | 2:45  |
| 2. | Iedereen praat maar (1989)     | Johan Verminnen | Fred Neil | 3:04  |